# Centro Dramático Nacional

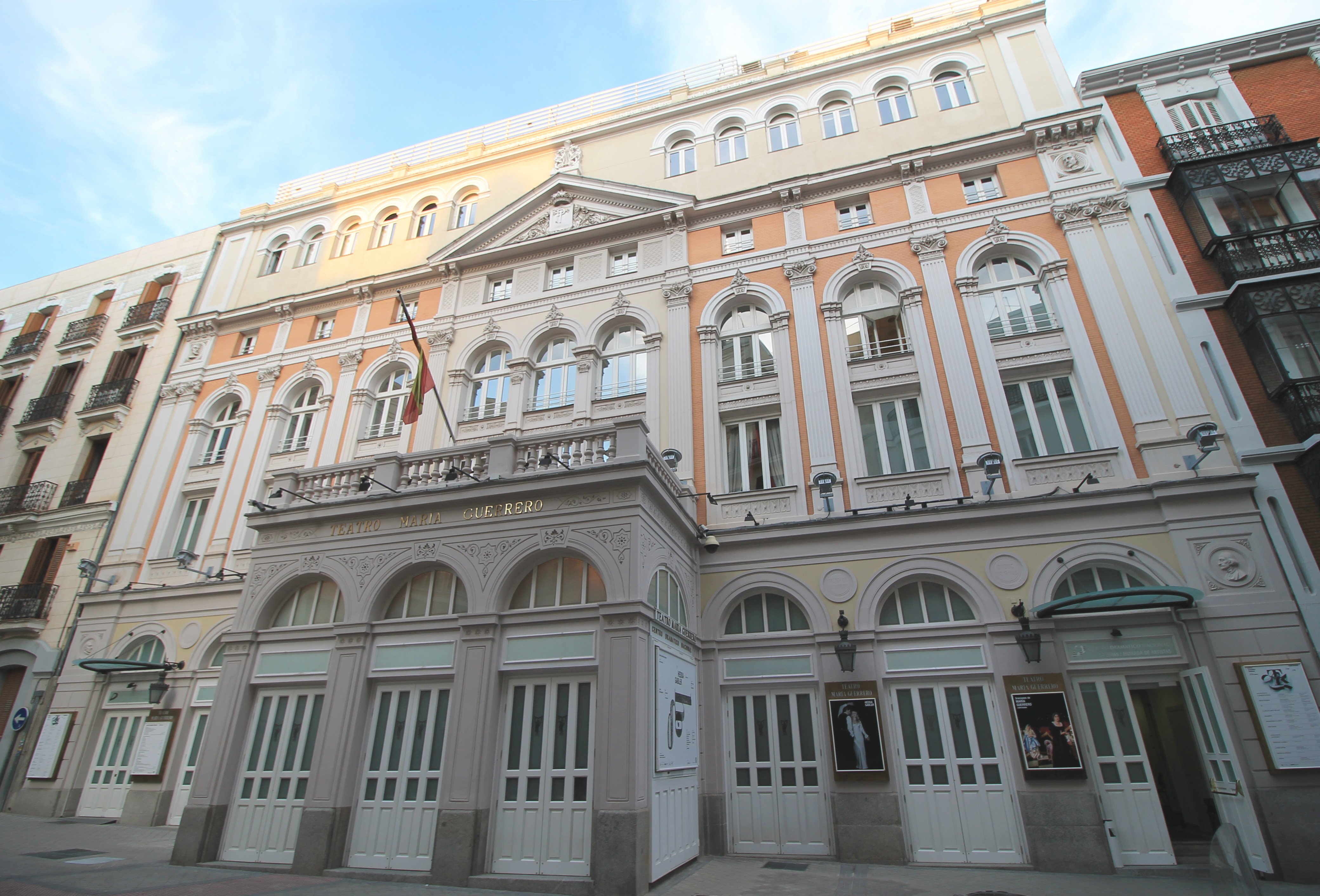
El Teatro María Guerrero.

El Centro Dramático Nacional (CDN) es un centro de producción y creación teatral público de España, dependiente del Instituto Nacional de las Artes Escénicas y de la Música, organismo autónomo del Ministerio de Cultura. Tiene su sede en dos teatros: el Teatro María Guerrero y el Teatro Valle-Inclán.

## Historia
El CDN se creó en 1978 a iniciativa del director Adolfo Marsillach, con el objetivo de dar a conocer el teatro contemporáneo, especialmente el español. Así, ha creado montajes de obras de los autores españoles más importantes, desde Valle-Inclán a Fernando Arrabal, pasando por otros ya clásicos como Federico García Lorca o Max Aub. También ha programado a los jóvenes valores del siglo XXI, como Juan Mayorga, Ignacio García May, Pedro Manuel Víllora, Alfredo Sanzol, Lluïsa Cunillé, Laila Ripoll, Raúl Hernández Garrido, Albert Espinosa, Rodrigo García o Angélica Liddell.

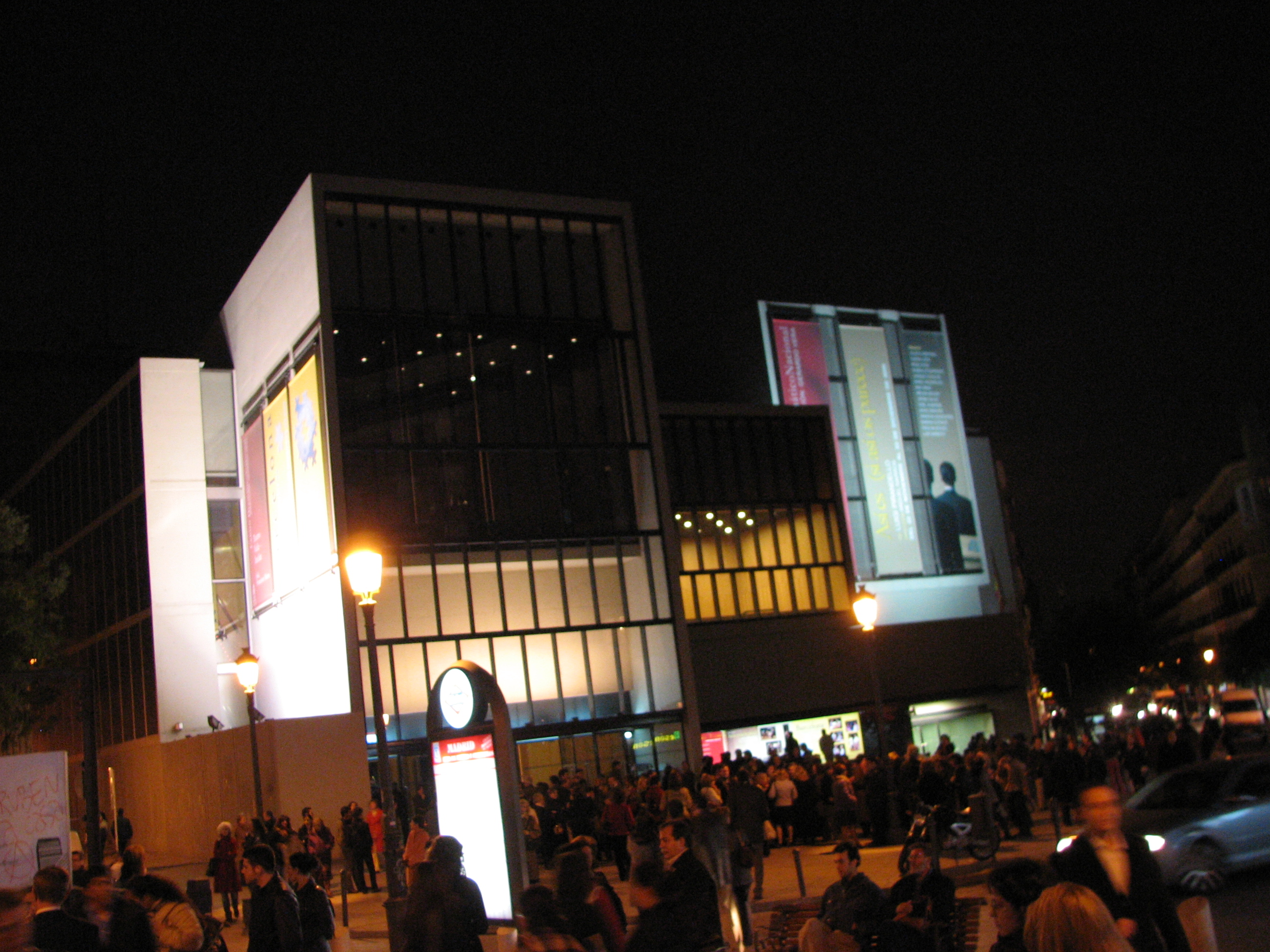
El público en la explanada del Teatro Valle-Inclán, antes de que empiece la función.

La institución tiene una programación continua en sus dos teatros de Madrid, y realiza giras puntuales en España y en el resto del mundo. Progresivamente ha ido abriendo su programación a más autores extranjeros, produciendo obras de autores clásicos contemporáneos como Henrik Ibsen, Arthur Miller, Bertolt Brecht, Jean Genet, Eduardo De Filippo, Georg Büchner, Thomas Bernhard o Tennessee Williams. Al mismo tiempo ha ido incorporando obras de dramaturgos extranjeros más recientes como Bernard-Marie Koltès, Tom Stoppard, Martin Crimp, Guy Foissy o Eric-Emmanuel Schmitt.
El Centro Dramático Nacional dispone de un Comité de Lectura que examina y valora las obras que compondrán buena parte de la programación del Centro. Este Comité también lee y selecciona obras de dramaturgos españoles desconocidos o poco conocidos del gran público, para producirlas y representarlas en sus salas. En sus etapas más recientes el Comité de Lectura del CDN ha contado con la colaboración de personalidades de la escena española como Ana Diosdado, Jerónimo López Mozo, José María Pou y Javier García Yagüe, entre otros. Actualmente esta iniciativa ha servido para respaldar institucionalmente una nueva generación de dramaturgas.
Aparte de producir (y coproducir) la mayor parte de los espectáculos que representa, el CDN acoge también algunos espectáculos en exhibición. Sus teatros han sido unos de los espacios donde se exhiben los espectáculos invitados por el Festival de Otoño de Madrid, pero desde la temporada 2009-2010 el CDN cuenta con su propia muestra, "Una mirada al mundo", dedicada a presentar montajes de destacados directores de la escena internacional. En sus dos primeras ediciones se pudieron ver espectáculos de Thomas Ostermeier, Wajdi Mouawad, Guy Cassiers, Romeo Castellucci o Tim Robbins.
Una de las últimas iniciativas del CDN en colaboración con el Centro de Documentación Teatral, el Museo del Teatro y la Filmoteca Española ha sido la serie documental Nuestro teatro.

## Directores del Centro Dramático Nacional
- Adolfo Marsillach (1978-1979).
- Núria Espert, José Luis Gómez y Ramón Tamayo (1979-1981). Este es el único periodo en que la gestión estuvo en manos de tres directores al mismo tiempo.
- José Luis Alonso Mañés (1981-1983).
- Lluís Pasqual (1983-1989).
- José Carlos Plaza (1989-1994).
- Amaya de Miguel (1994).
- Isabel Navarro (1994-1996).
- Juan Carlos Pérez de la Fuente (1996-2004).
- Gerardo Vera (2004-2011).
- Ernesto Caballero de las Heras (2012-2019)
- Alfredo Sanzol (2020-   ).